# Neoarisemus maesi
Neoarisemus maesi és una espècie d'insecte dípter pertanyent a la família dels psicòdids que es troba a Centreamèrica: Nicaragua.